# Strage di Wassy

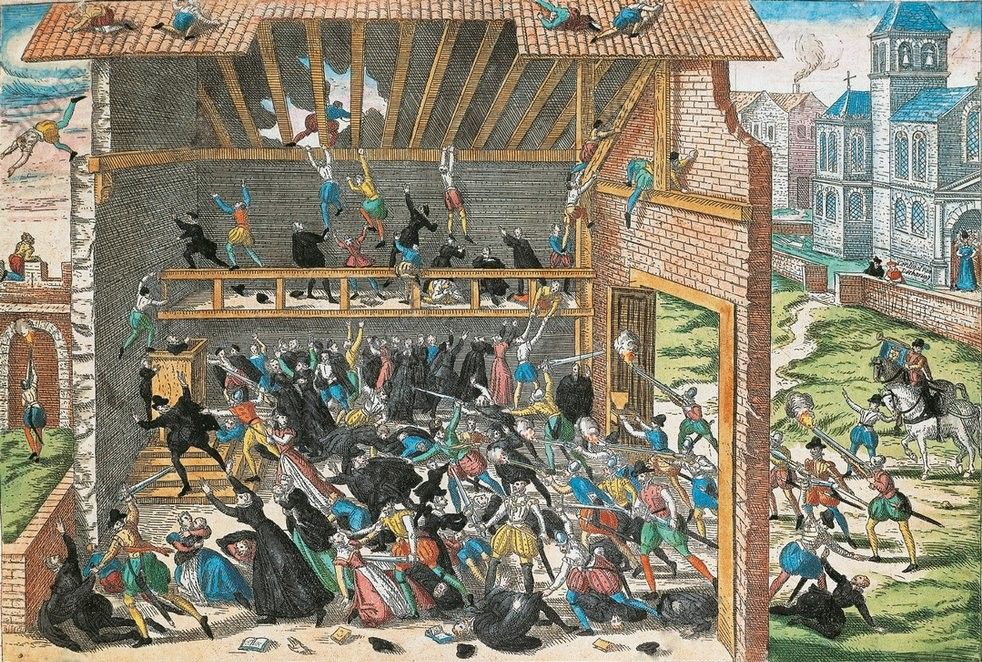
La strage di Wassy del 1562, stampa di Franz Hogenberg

La strage di Wassy (1º marzo 1562) fu l'uccisione di un gran numero di protestanti francesi (ugonotti) avvenuta nella località di Wassy, nel nord-est della Francia. Essa diede origine alle tre guerre di religione che tormentarono la Francia dal 1562 al 1563, dal 1567 al 1568 e dal 1568 al 1570, con brevi intervalli di relativa tranquillità.

## I precedenti
Con l'assunzione della reggenza in nome del figlio Carlo alla fine del 1560, la regina madre Caterina de' Medici volle porre un freno all'influenza ormai eccessiva che la famiglia dei duchi di Guisa aveva assunto sul governo di Francia con il regno del figlio Francesco. Proclamò quindi l'editto di Saint-Germain, detto anche editto di gennaio (17 gennaio 1562), con il quale veniva consentita agli ugonotti, fino ad allora perseguitati, la libertà di culto fuori delle città, anche se con certe limitazioni. I Guisa si dichiararono contrari a queste concessioni, che ritenevano un pericoloso cedimento della corona al nemico.

## L'antefatto
Il primo di marzo del 1562 una gran folla di protestanti, circa seicento, si riunì a Wassy per celebrare il culto. Un assembramento così grande era contrario a quanto stabiliva l'editto e dovette essere sorvegliato, per ragioni di sicurezza, da truppe armate. Incaricato del controllo del rispetto delle norme era il duca Francesco I di Guisa, allora comandante delle truppe governative. L'escalation della situazione a Wassy, spontanea o provocata ad arte, andò ben oltre le intenzioni della reggente al trono, Caterina.

## La strage
Il duca di Guisa giunse a Wassy di passaggio (secondo fonti dei circoli cattolici di allora, rientrava da Joinville, ove si era recato, accompagnato da numerosi armati, a far visita alla madre) mentre si teneva questa grossa assemblea religiosa protestante nei pressi di un fienile. Le versioni sullo svolgimento dei fatti divergono.
Secondo fonti ugonotte, il massiccio intervento delle truppe del duca contro inermi fedeli ebbe luogo dopo un vivace scambio di parole e si trasformò presto in un massacro.
Secondo fonti cattoliche, invece, gli ugonotti attendevano indisturbati al loro culto mentre in una chiesa cattolica nei pressi si svolgeva una messa. Improvvisamente la messa sarebbe stata disturbata dall'esterno da urla di ugonotti radicali ed a nulla sarebbero servite le richieste dei cattolici: gli ugonotti avrebbero continuato a disturbare il culto dal piazzale della chiesa. Dopo un vivace scambio di parole si sarebbe giunti alla baruffa, al lancio di pietre ed infine agli spari.
La conseguenza immediata di tutto ciò fu l'uccisione di 23 fedeli ugonotti ed il ferimento di un altro centinaio di questi.
Entrambe le parti utilizzarono ampiamente questo episodio per scopi propagandistici al fine di mostrare l'intolleranza della parte avversa. Al di là delle versioni di parte, è assai probabile che nei pressi del fienile, ove si svolgeva il culto protestante, o di fronte alla chiesa, ove si svolgeva quello cattolico, si sia scatenata prima una rissa verbale, degenerata poi in combattimento armato.

## Conseguenze
A seguito di quella strage vi fu la definitiva perdita di tutti gli incarichi di stato da parte della famiglia dei duchi di Guisa. Il duca Francesco I di Guisa fu assassinato da un seguace dell'ammiraglio ugonotto Gaspard II de Coligny l'anno successivo. Giovanni Calvino da Ginevra sollecitò ad evitare ulteriori provocazioni contro lo Stato francese. Tre brevi guerre di religione si susseguirono in territorio francese, alternate ad altrettanto brevi periodi di pace. Dieci anni dopo un'altra strage di ugonotti ebbe luogo a Parigi, nota con il nome di "Notte di San Bartolomeo".

## Letteratura
Ken Follet fornisce una descrizione dettagliata degli antefatti e della strage nel romanzo "La colonna di fuoco".